# 稲聚神社
稲聚神社（いなとりじんじゃ）は、埼玉県本庄市児玉町の小山川（こやまがわ）の支流稲聚川（いなとりかわ）流域に鎮座する、倉稲魂命を祭神とする神社。武蔵国の式外社。旧社格は村社。

## 由緒
大同3年（808年）に創建された。応永6年（1399年）に干ばつを鎮めるため、大和国の丹生川上神社を勧請、合社した。よって、稲聚神社には稲聚神社と丹生神社が記載されている。丹生神社の信仰がより強かったため、以降社名が「丹生社」に改称される。
明治元年（1868年）の神仏分離により社名を「稲荷神社」に改称するが、明治28年（1895年）には創立当初の社名「稲聚神社」に復称した。

### 社格

#### 神階
稻聚神
- 天安元年（857年） - 正六位上[2]
- 天安17年（875年）12月5日 - 従五位下[3]

## 祭事
- 2月初午（初午）
- 4月15日（春祭り）
- 10月15日（秋祭り）
- 12月29日（大お祓い）[1]

## 交通
- JR八高線児玉駅下車
- 本庄市運営デマンド型バス（もといずみ号）「児玉駅前」から乗車「稲沢山村センター」下車すぐ